# پریناز
پریناز فیلمی به کارگردانی بهرام بهرامیان و نویسندگی سجاد پیوندی ساختهٔ سال ۱۳۸۹ است. این فیلم به مدت ۷ سال توقیف بود. دلیل توقیف شخصیت اصلی فیلم با بازی فاطمه معتمدآریا بود. شورای پروانه نمایش دولت دهم، نمایش چهرهٔ زن مؤمن و متدین که دارای وسواس‌های فکری و اختلالات شخصیتی است را رد کرد و اعلام کرده بود چنین تصویری امکان نمایش در سینماها را ندارد. این فیلم سرانجام با تغییرات و حذفیات بخش‌هایی از آن در شهریور ۱۳۹۶ در گروه هنر و تجربه اکران شد.

## خلاصهٔ داستان
پریناز پس از مرگ مادر، به سراغ خاله‌اش می‌رود که تنها کسی است که می‌تواند به او پناه بدهد. خاله از پذیرفتن او امتناع می‌کند. اما سرانجام در ماجراهایی پریناز بالاجبار با خاله‌اش (که تنها کسی است که دارد) زندگی می‌کند و پس از آن اتفاقات خاصی برایشان به وقوع می‌پیوندد.

## بازیگران
| بازیگر          | نقش      |
| فاطمه معتمدآریا | فرخنده   |
| طناز طباطبایی   | حکیمه    |
| فرهاد آئیش      | کرامت    |
| فرخ نعمتی       | ماشاالله |
| حمید فرخ‌نژاد    | زکریا    |
| شبنم قلی‌خانی    | خورشید   |
| مژگان بیات      | افسر     |
| مائده طهماسبی   | غنچه     |
| مصطفی زمانی     | رضا      |